# متحف البراءة
متحف البراءة (بالتركية: Masumiyet Müzesi) هي رواية للكاتب التركي الحائز على جائزة نوبل أورخان باموق، نشرت في التاسع والعشرين من أغسطس من عام (2008). تقع أحداث القصة في إسطنبول بين عامي 1975 و1984 وهي قصة حب بين رجل الأعمال الثري كمال وقريبته من بعيد الفقيرة فوسون. ذكر باموق أنه استعان باليوتيوب ليبحث عن أفلام وموسيقى تركية أثناء إعداد الرواية.
ظهرت مقتطفات من الرواية في صحيفة نيوركر بعنوان «العلاقات البعيدة» في السابع من سبتمبر من عام 2009، وأعد الترجمة الإنجليزية للرواية مساعد باموق القديم (مورين فريلي) وحُرّرت في العشرين من أكتوبر من عام 2009 من قبل (ألفريد كنوبف).

## الحبكة
كان كمال قد ارتبط بفتاة جميلة تدعى سيبيل لشهرين عندما التقى ببائعة المتجر «فوسون» حينما كان يشتري حقيبة يد لخطيبته، وتبع ذلك خلال الشهر التالي ونصف شهر علاقة جسدية وعاطفية شديدة وسرية بينهما، وكانت أسعد لحظة في حياة كمال قد أتت عند ممارسة الحب في اليوم الذي اعترفت فيه فوسون بحبها العميق له، ورغم أنه من الواضح أيضا بأن كمال واقع تماما بحب فوسون لكنه لا يزال ينكر ذلك لنفسه، معتقدا بأن زواجه من سيبيل وعلاقته السرية قد تستمران للأبد. تتحطم أحلام يقظة كمال عندما تختفي فوسون بعد حضورها لخطبته، وعليه حاليا أن يتصالح مع ارتباطه العميق وحبه لفوسون، يمر كمال بفترة عصيبة لسنة غير قادر على ملاقاة فوسون ويستقي مواساته من الأشياء والأماكن المرتبطة بمحبوبته وممارستهما للحب. يفسخ كمال خطبته من سيبيل وتستجيب فوسون أخيرا لرسالته وتوافق على اللقاء به. فوسون قد تزوجت بشعور مشحون بالغضب وتعيش مع زوجها ووالديها وتدعي بأن لقائها مع كمال ليس سوى قرابة بعيدة، ويزور كمال في السنوات الثمان المقبلة العائلة باستمرار للعشاء معبرا عن حبه لفوسون بطرق شتى، بينما يجد المواساة في الأغراض المتعلقة بها والتي يحملها بعيدا عن المنزل. وأخيرا بعد موت والد فوسون، تشاء الظروف بأن تنفصل فوسون عن زوجها. كمال وفوسون يتزوجان* بعد قضائهما رحلة حول أوروبا معا ولكن القدر لديه شيء آخر في جعبته إذ يصبحان منفصلين للأبد بعد ليلة من الجماع الشديد. يعتبر كمال كل شيء جمعه خلال السنوات يتعلق بفوسون وحبهما، كتصوير للحظات منفصلة من السعادة والهناء في درب تلك السنوات التسع، ويقرر كمال بأن يحول منزل فوسون لمتحف البراءة متضمنا بذلك كل تلك الأشياء وأيضا تذكارات أخرى مرتبطة بتلك الفترة.

## أهم شخصيات الرواية
- كمال البطل الرئيسي للرواية :شاب في الثلاثين من عمره، ينتمي إلى عائلة ثرية ومرموقة في إسطنبول يعيش صراعًا داخليًا بين التقاليد والحداثة، وبين الحب والواجب.
- يتحول حبه لفوسون إلى هوس بالأشياء التي تمثلها، مما يدفعه إلى تأسيس "متحف البراءة".
- فوسون :فتاة في الثامنة عشرة من عمرها، من عائلة متواضعة.تعمل بائعة حلوى، وتتمتع بجمال بسيط وسحر شعبي.تمثل البراءة المفقودة والطبقة الاجتماعية التي لا يستطيع كمال الانتماء إليها رغم حبه لها.
- علاقتها بكمال تتطور من حب إلى مسافة، ثم إلى غموض مؤلم.
- أم كمال: تمثل التقاليد والضغط الاجتماعي.
- أب فوسون: شخصية محافظة، يرفض علاقة ابنته بكمال.
- زوج فوسون لاحقًا: مخرج سينمائي طموح، يرمز إلى التحولات الثقافية في تركيا.
- الراوي (باموق نفسه).

## اقتباسات
"أردت أن أعيش حياةً سعيدة في ظل الأشياء."
"الحب هو أن ترى العالم من خلال عيني شخص آخر."

"كل لحظة نعيشها تصبح ذكرى، وكل ذكرى تصبح شيئًا."

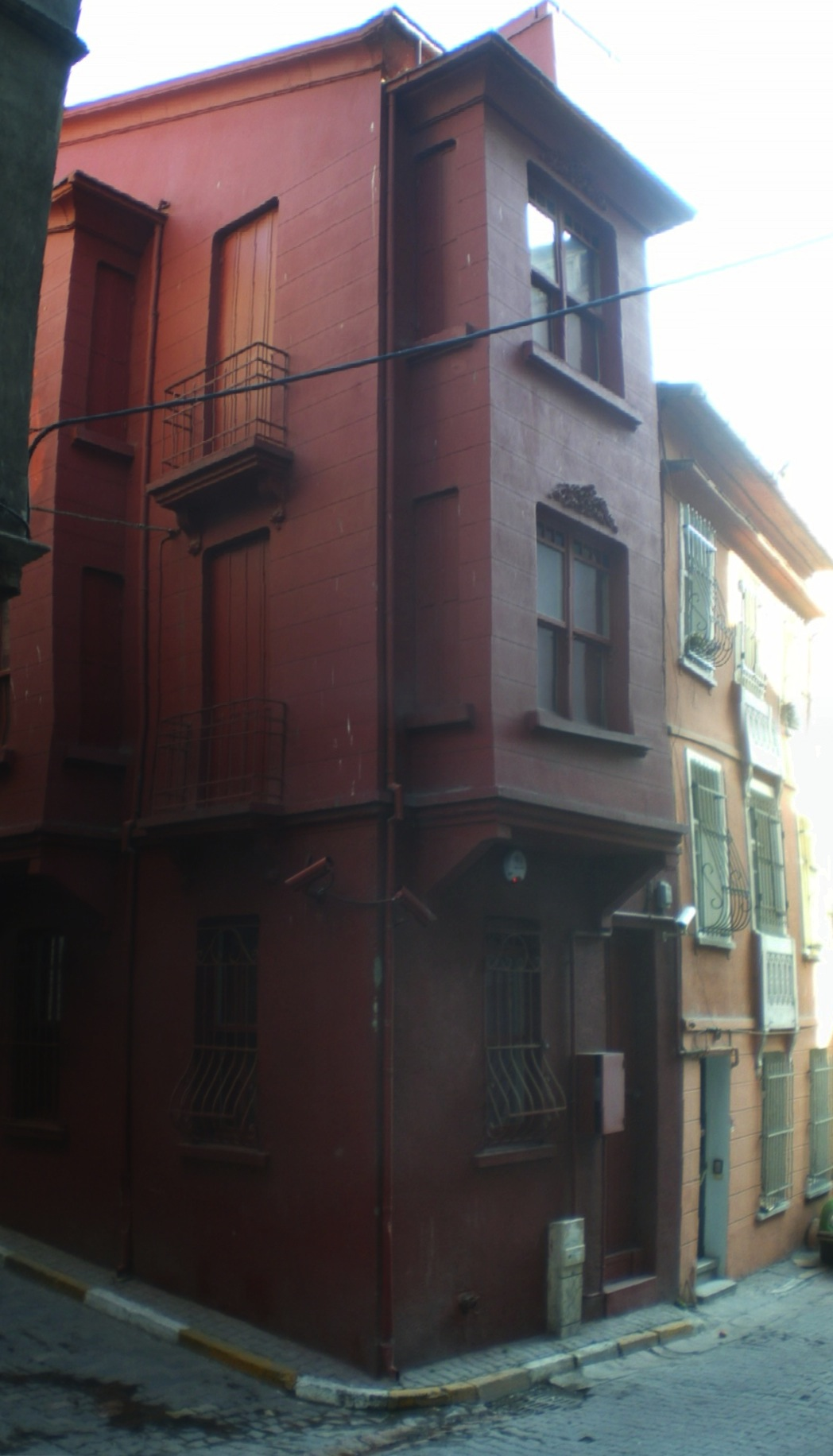
المبنى الذي يحتوي متحف البراءة

هذه العبارات تلخص فلسفة الرواية: التعلق العاطفي بالأشياء، والحنين، والذاكرة، والحب الذي يتحول إلى هوس.

## مواضيع الرواية

### الصدام بين الشرق والغرب
يتناول عمل باموق الصدام بين الشرق والغرب، والذي ورد كواحدة من أسباب منحه جائزة نوبل للآداب، وتشير هذه الرواية باستمرار إلى تأثير الغرب (أوروبا وأمريكا) على ثقافة إسطنبول من خلال فكرتي المتاحف وصناعة الأفلام، والتي أصبحت جزءا كبيرا من الرواية.

### المتاحف والتشكيلات
إلى جانب متحفه المصاحب، يشير الكتاب باستمرار إلى المتاحف والتشكيلات، وتضحى فكرة التكديس والتجميع كسلوك مشين عامة ومشادة على شكل متحف يتم تناوله في الفصول الأخيرة.

### الهوية النسائية والثقافة التركية
إحدى المواضيع الرئيسية في الرواية هو دور الأنثى في الثقافة التركية، وتصف الرواية نبذ النساء اللواتي فقدن عذريتهن قبل الزواج بالرغم من ادعاء الكثيرين بأن لديهم اتجاه «غربي أكثر» نحو هذا الأمر في السبعينات من القرن الماضي في إسطنبول، ويصف باموق ذلك بحرمة العذرية الذي يعد جزءا من النظام القديم في تركيا.
خلط باموق خلال مقابلة جميع هذه المواضيع كما علَق على دور المتحف في كونه أيضا رمزا للتملك كما كان كمال يتملك فوسون كحلية في متحفه الخاص عوضا عن إتاحته الفرصة لاستقلاليتها في حياتها الخاصة.
==المتحف==
المقالة الرئيسية: متحف البراءة (متحف)
أنشأ باموق «متحف البراءة» الحقيقي استنادا إلى المتحف المذكور في الرواية، وهو موجود في بناية في حي (Çukurcuma) في بيوغلو بإسطنبول، ويعرض تشكيلات مؤثرة من الحياة اليومية وثقافة إسطنبول خلال الفترة التي كانت في الرواية، وكان من المقرر أصلا أن يعرض المتحف في فرانكفورت بمعرض شيرن للفنون في أكتوبر من عام 2008 خلال المعرض السنوي للكتاب في فرانكفورت ولكن المعرض ألغي. في 2010، كان باموق لا يزال يأمل في أن يفتتح المتحف في عام 2011، وبعد الكثير من التأخير افتُتح المتحف أخيرا في إبريل من عام 2012، وبالرغم من إنشاءه لاحقا أُنشأَ المتحف والرواية جنبا إلى جنب وذلك بعرض الرومانسية المفرطة بين عائلتين في إسطنبول وكذلك تخليد المنظور تجاه الطبقة العليا من إسطنبول في سبعينيات القرن الماضي. تم دعم المشروع من قبل إسطنبول 2010-عاصمة الثقافة الأوروبية. وفقا للكتاب، يسمح المتحف بدخول مجاني لمن يجلب نسخة من الكتاب، وتُختَم بطاقة موضوعة على الفصل الثالث والثمانين من الكتاب قبل دخول القارئ.

### المتحف
أنشأ باموق «متحف البراءة» الفعلي بناءً على المتحف الموصوف في الكتاب. يقع في مبنى في حي جوكوركوما في بيوغلو، إسطنبول، ويعرض مجموعة تستحضر الحياة اليومية وثقافة إسطنبول خلال الفترة التي تدور فيها الرواية. في الأصل، كان من المقرر عرض المتحف في Schirn Kunsthalle في فرانكفورت في أكتوبر 2008، خلال معرض فرانكفورت للكتاب السنوي، ولكن تم إلغاء المعرض. في عام 2010، كان باموق لا يزال يأمل في افتتاح المتحف في عام 2011. بعد الكثير من التأخير، تم افتتاح المتحف أخيرًا في أبريل 2012. على الرغم من إنشائه في وقت لاحق، فقد تم تصميم المتحف والرواية جنبًا إلى جنب، لعرض الرومانسية المهووسة بين عائلتين في إسطنبول، بالإضافة إلى إضفاء الطابع الأبدي على إسطنبول للطبقة العليا في إسطنبول في السبعينيات. تم دعم المشروع من قبل إسطنبول 2010 - عاصمة الثقافة الأوروبية. وبحسب الكتاب، فإن المتحف يسمح بالدخول المجاني لمن يحضر نسخة من الكتاب. سيتم ختم التذكرة الموضوعة في الفصل 83 من الكتاب قبل دخول القارئ.

## أسلوب الرواية

### الراوي والبنية السردية:
لرواية مكتوبة بلسان كمال، البطل، مما يمنحها طابعًا اعترافيًا حميميًا.
في الفصول الأخيرة، يظهر أورهان باموق نفسه كشخصية، ويتحول من راوٍ ضمني إلى راوٍ ظاهر، في تداخل ميتاسردي بين الكاتب والشخصية.
تتكون الرواية من 83 فصلًا، وكل فصل يمثل واجهة في المتحف الحقيقي، مما يخلق توازيًا بين النص والمكان.

### الأسلوب الوصفي والتفصيلي:
يتميز باموق بوصف دقيق للأشياء، حتى البسيطة منها، مثل زرّ أو كأس أو فستان، ليمنحها قيمة رمزية مرتبطة بالذاكرة والعاطفة.
هذا التراكم للأشياء يعكس هوس كمال بفوسون، ويحوّل الرواية إلى أرشيف عاطفي.

### الزمن والحنينك
يستخدم باموق تقنية الارتجاع الزمني (الفلاش باك) بكثافة، حيث يبدأ الرواية من لحظة متأخرة ثم يعود إلى الوراء.
الزمن في الرواية ليس خطيًا، بل دائري ومتشظٍ، يعكس اضطراب كمال النفسي وحنينه للماضي.

### اللغة والأسلوب الأدبي
اللغة شاعرية أحيانًا، وجافة في أحيان أخرى، بحسب الحالة النفسية للبطل.
يمزج بين اللغة اليومية البسيطة والتأملات الفلسفية حول الحب، الذاكرة، والهوية.
يكثر من الاستطرادات، خاصة في وصف إسطنبول، مما يجعل المدينة بطلة موازية للرواية.

## التجريب والابتكار
الرواية ليست فقط قصة حب، بل تجربة سردية متعددة الوسائط: نص، متحف، صور، أشياء.
يدمج بين الخيال والواقع، حيث تتحول الرواية إلى متحف حقيقي، ويصبح المتحف امتدادًا للنص.